# La Illeta (Alacant)
La Illeta és una redona situada al barri de l'Albufereta, a la ciutat valenciana d'Alacant.

## Història
Des de 1968, la redona allotjava una cafeteria projectada per l'arquitecte Julio Ruiz Olmos. El xicotet edifici es caracteritzava pel seu racionalisme estructural, les seues grans volades i els seus espais diàfans, amb clares referències a l'arquitectura de Mies Van der Rohe. El 30 de juliol de 2007, l'aleshores regidora d'urbanisme d'Alacant, Sonia Castedo, va ordenar el seu enderrocament per procediment d'urgència a causa del seu deteriorament per la falta d'ús. Institucions com el Col·legi d'Arquitectes d'Alacant, la Conselleria de Cultura de la Generalitat Valenciana o la Fundació DoCoMoMo Ibérico es van posicionar a favor de la seua conservació. En repetides ocasions van exigir la seua rehabilitació i ús públic, perquè consideraven que es tractava d'un conjunt de gran interés arquitectònic. El 27 d'agost de 2007, a la nit, es va iniciar la demolició de l'immoble. En el seu lloc es van instal·lar una font i l'escultura d'Eusebi Sempere La Piràmide. L'import de l'obra va ser de 526.258 euros. La redona va ser inaugurada el 8 d'octubre de 2008.

## Descripció

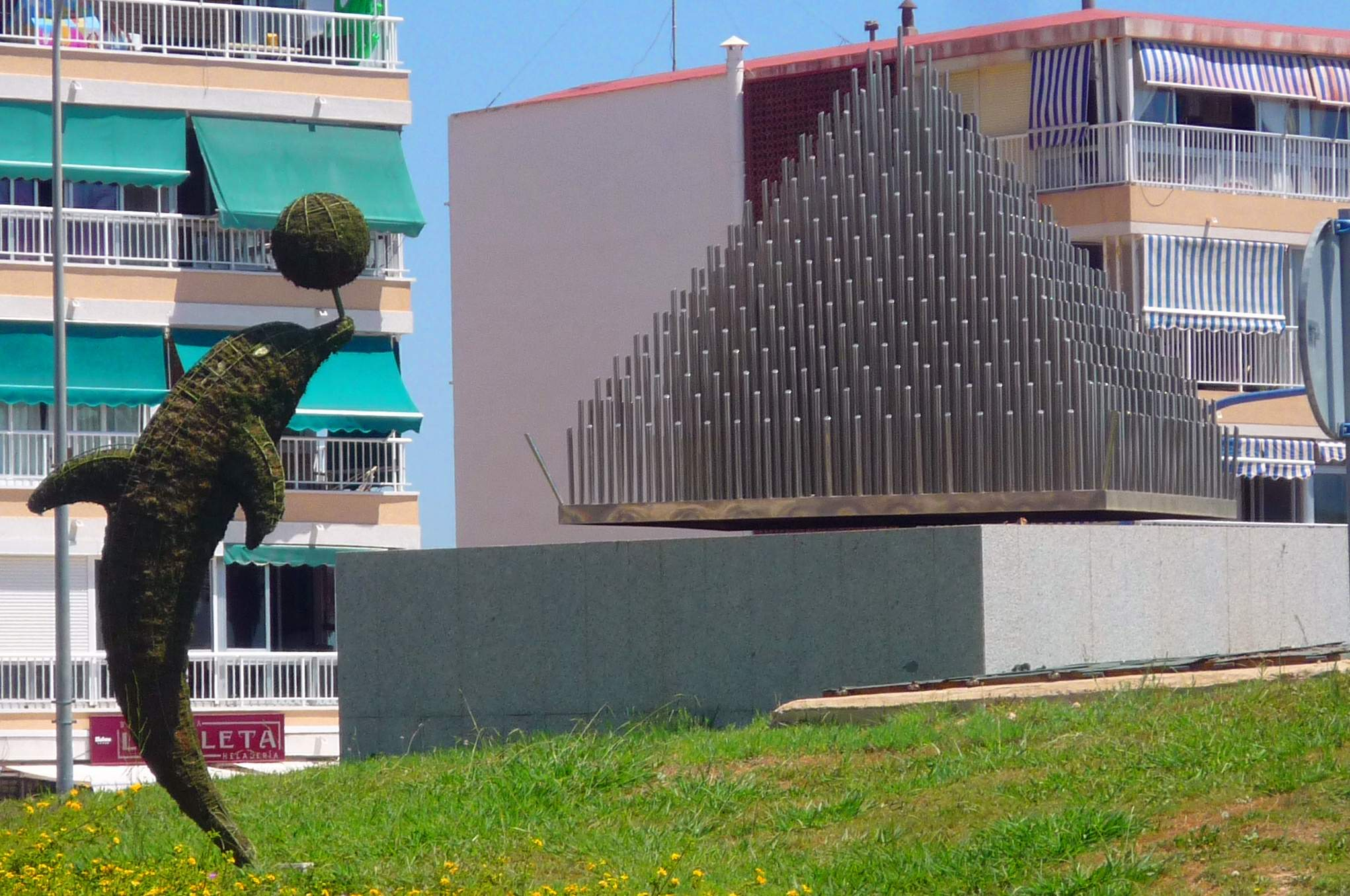
Detall de la Piràmide i el dofí herbaci.

La redona de la Illeta se situa enfront de la mar, en la confluència de les avingudes de la Vila Joiosa, la Condomina i l'Albufereta. Enfront d'ella es troba la parada de la Illeta del TRAM Metropolità d'Alacant. Es tracta d'una redona de gran trànsit, per la qual circulen al dia uns 50.000 vehicles. La parcel·la de la redona té forma el·líptica, els eixos major i menor de la qual tenen una longitud de 32 i 28 metres.
L'àrea està dividida en dues zones ben diferenciades: la zona sud, amb 16 sortidors d'aigua arran de terra, i la zona nord, lleugerament elevada, on se situa l'escultura. Un mur parabòlic revestit de granit separa les dues zones. En la part superior del mur hi ha 160 sortidors que creen una cortina d'aigua.

### La Piràmide
L'escultura La Piràmide, d'Eusebi Sempere, és una peça de 3 x 3 x 3 m i 1.400 kg. Va ser realitzada en 1993 sobre un esbós original de 1968. Està formada per 685 varetes d'acer cromat de diferents longituds que formen una piràmide quadrada. L'escultura se situa sobre una base amb un motor que la fa girar, una rotació que produeix efectes òptics i reflexos. Existeix un altre exemplar d'aquesta escultura al jardí de l'Escola Tècnica Superior d'Arquitectura de la Universitat Politècnica de València.

### Dofí herbaci
Al desembre de 2009, la ja alcaldessa Sonia Castedo va promoure la campanya d'embelliment urbà «Guapa, guapa, guapa». Aquest pla va preveure la instal·lació d'escultures vegetals d'animals, portades des dels Països Baixos, en diferents redones i parcs d'Alacant. Un dofí d'aquesta col·lecció es va col·locar a la Illeta, al costat de l'escultura de Sempere. La inversió total aproximada de la campanya va ser de 50.000 euros.